# Sarıcan, Karakoçan
Sarıcan là một thị trấn thuộc huyện Karakoçan, tỉnh Elâzığ, Thổ Nhĩ Kỳ. Dân số thời điểm năm 2011 là 2.63 người.